# Taija Rae
| Taija Rae                                 | Taija Rae                                 |
| Kattints az alábbi külső linkek egyikére! | Kattints az alábbi külső linkek egyikére! |
| ----------------------------------------- | ----------------------------------------- |
| Nem található szabad kép.(?)              |                                           |
| külső link · jogvédett                    | Képe a BingedData adatbázisban            |

Taija Rae, született Tianna Reilly (Philadelphia, Pennsylvania, 1962. január 29. –) amerikai fotómodell, erotikus- és pornószínésznő, az 1980-as évek klasszikus pornófilmjeinek egyik legnépszerűbb szereplője. Művésznevének további előforduló változatai Tanja Rae, Taja Rea, Taija Ray, Taija Rea.

## Élete
Taija Rae a pennsylvaniai Philadelphiában született. Eredeti hajszíne barna volt, testmagassága 165 cm, testméretei 96–61–94 cm. Pincérnőként dolgozott, kezdőként került a pornófilmiparba 1983-ban, egy philadelphiai tehetségkutató cég, a Lynx Management Ltd. felfedezettjeként. Művésznevének első tagját (Taija) egy kelet-ázsiai származású kolléganőjének nevéből vette, akivel még pincérlány-korában együtt dolgozott. Utónevét (Rae) Fay Wray színésznőre (1907–2004) emlékezve alkotta, aki a Merian C. Cooper és Ernest B. Schoedsack által 1933-ban forgatott King Kong című filmben szerzett hírnevet.
1984-ben New Yorkban részt vett egy próbafelvételen, aztán gyorsan felkapta a New York-i pornóipar. Mellékszerepek sorát játszotta el („69th Street Vice”, „Wish You Were Here”). Első két filmjét, a „Dangerous Stuff”-ot és a „Scenes They Wouldn't Let Me Shoot”-ot egyazon hétvégén forgatta le. Ismertsége gyorsan nőtt, a nézők megkedvelték egyéni megjelenése miatt is. Kicsit duci volt, formái gömbölydedek, duzzadt ajkakkal és nagyméretű, természetes keblekkel. Friss, természetes megjelenése sikert hozott, nagy vonzerőt gyakorolt a rendezőkre, hamarosan nagyobb és jobban fizető szerepeket kapott, hírneve növekedett. Az Egyesült Államok keleti partvidékének erotikus filmeket és fotókat készítő ügynökségei sűrűn foglalkoztatták. Olyan rendezőkkel dolgozott együtt, mint Henri Pachard, Chuck Vincent és Dave Darby.
Az 1980-as évek közepére Taija Rae már elsőosztályú szex-sztár, vezető szerepeket kapott a „Taija's Satin Seduction”-ben és a „Good Morning Taija Rae”-ben, amelyeket direkt az ő számára írtak.
1986-ban változtatott külső megjelenésén. Lefogyott, haját kiszőkítette. Sűrűn dolgozott egy nyugati parti pornófilm-ügynökséggel. Ez még 1986-ban meghozta számára a siker csúcsát, amikor a Hustler magazin úgy említette meg, mint a négy legnagyobb pornósztár („Big Four”) egyikét, Traci Lords, Ginger Lynn és Amber Lynn mellett.
Taija büszkén hirdette, hogy filmszereplőként 1 000 dollárt is megadnak neki egy napi munkáért. Pennsylvania államban lakást tartott fenn, innen repült át időnként a Nyugati Partra filmfelvételre. 1988-ban átköltözött a kaliforniai Los Angelesbe
Taija Rae 172 filmet forgatott. 1993-ban hagyta ott a pornófilmipart. Néhány évig prostituáltként működött, az ezredforduló táján rajongói látni vélték őt Las Vegas egyik éttermében hostessként dolgozni.

## Filmjei (kivonat)
- The Best Little Whorehouse in San Francisco (1984)
- The Voyeur(1984)
- Hot Rockers (1984) – Az első pornó-videófilm sztereó hangrendszerrel.
- Taboo American Style – Part1: The Ruthless Beginning (1985)
- Talk Dirty to Me, Part IV (1985)
- Tickled Pink (1985)
- Dreamgirls (1986)
- Hometown Honeys (1986)
- Good Morning Taija Rae (1988)
- Baby face 2 (1988) (Stacey Donovannal)
- Le Sexe de Femmes 3 (1989)